# Jürg Grossen

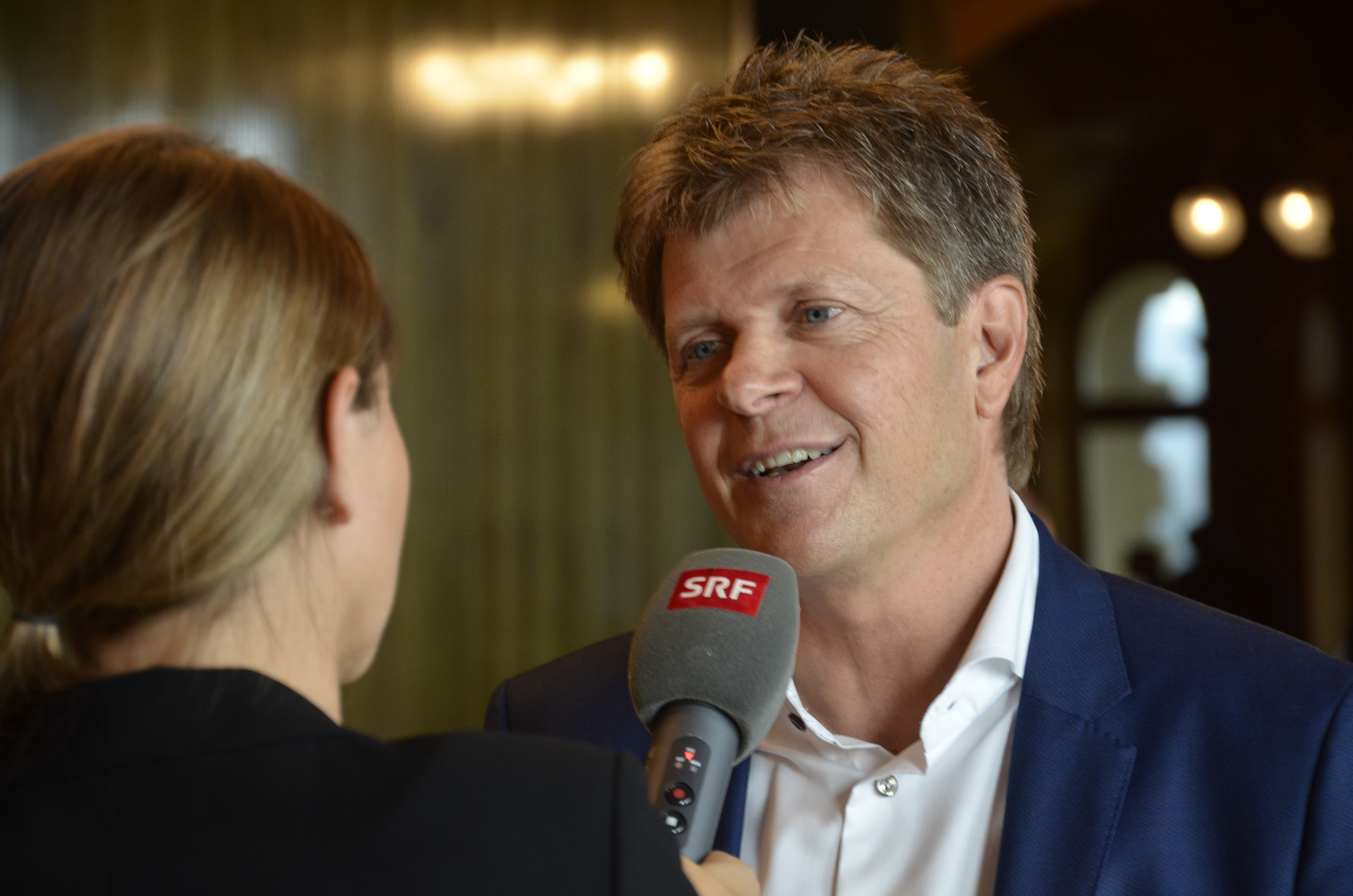
Jürg Grossen am nationalen Wahltag, dem 20. Oktober 2019

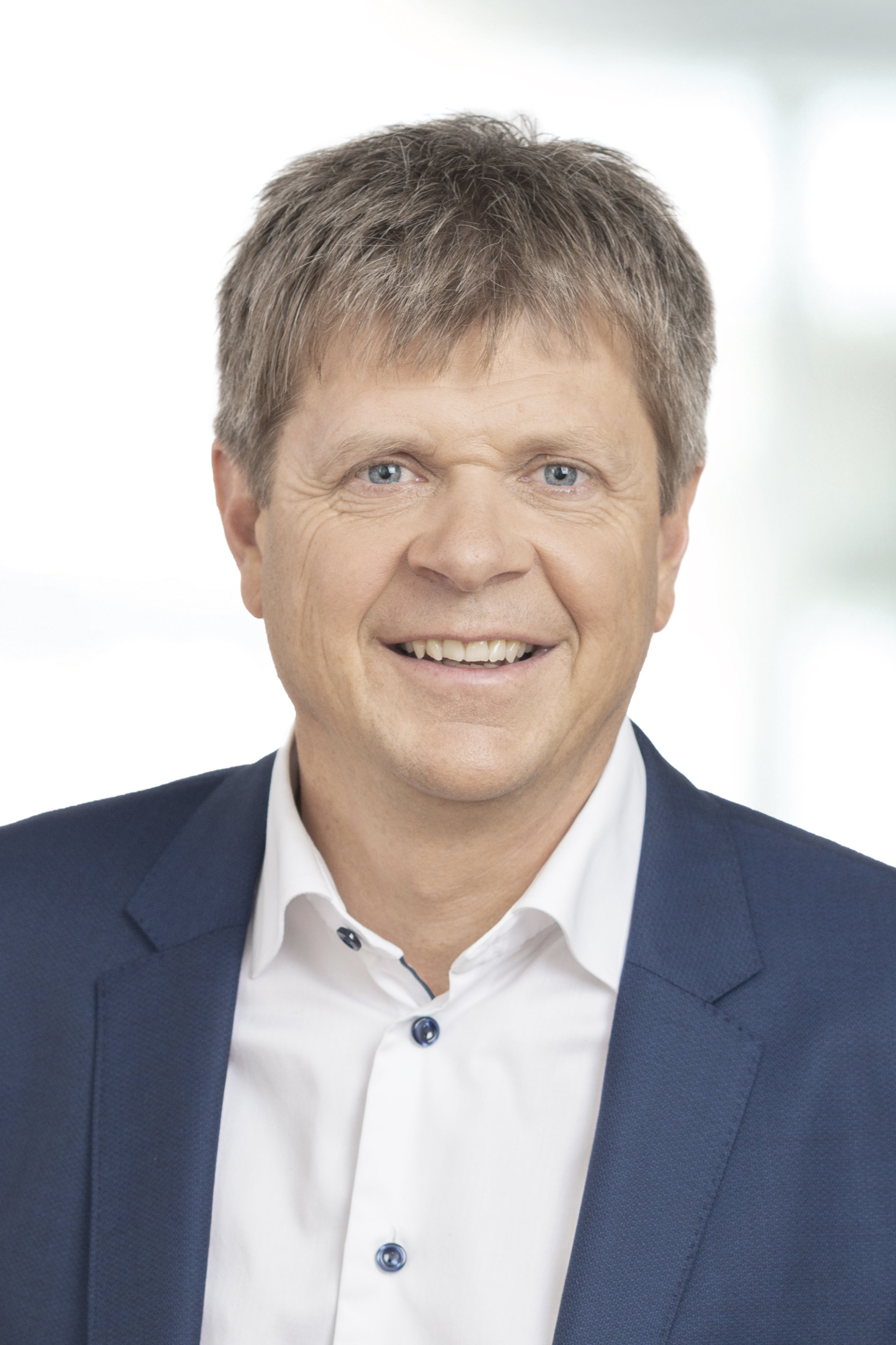
Jürg Grossen (2019)

Jürg Grossen (* 24. August 1969 in Frutigen; heimatberechtigt in Kandergrund) ist ein Schweizer Unternehmer, Politiker und Präsident der Grünliberalen.

## Leben
Grossen wurde 2011 in den Nationalrat gewählt und erhielt so sein erstes grösseres politisches Mandat. In der grossen Kammer ist er Mitglied der Kommission für Wirtschaft und Abgaben (WAK). Von 2015 bis 2019 war er Mitglied der Kommission für Verkehr und Fernmeldewesen. Von 2015 bis 2017 war er Vize-Fraktionspräsident der Grünliberalen Fraktion.
Von 2009 bis 2012 war er Präsident der GLP Thun/Berner Oberland, die er mitbegründet hatte. Ferner war er von Januar 2010 bis 2013 in Frutigen Mitglied der Kommission Tiefbau, Verkehr und Wasser (TVW) und von Januar 2001 bis Dezember 2009 Schulrat des Berufszentrums Interlaken. Von 2012 bis 2016 war er Co-Präsident der Grünliberalen Kanton Bern. Seit 2016 ist er Präsident des Vereins «Volkswirtschaft Berner Oberland».
An der Delegiertenversammlung vom 26. August 2017 wurde Grossen zum Präsidenten der Grünliberalen Schweiz gewählt. Er folgte damit auf Gründungspräsident Martin Bäumle. Neben Verkehrs- und Medienpolitik gehören die Energie- und die Klimapolitik zu seinen Schwerpunkten. Beispielsweise setzte er sich bei der Ausgestaltung der Energiestrategie 2050 dafür ein, dass sich Mehrparteiengebäude und Quartiere mit Fotovoltaikanlagen zum Eigenverbrauch zusammenschliessen können. Bei den Parlamentswahlen 2023 hat Grossen für den Ständerat kandidiert. Er erreichte im ersten Wahlgang den fünften Platz mit 72'860 Stimmen, für den zweiten Wahlgang trat er nicht an.
Grossen ist von Beruf Elektroplaner und seit 1994 Unternehmer. Er präsidiert seit 2017 Swiss e-Mobility, einen Interessenverband für Elektromobilität, und seit 2021 in Nachfolge von Roger Nordmann den schweizerischen Fachverband für Solarenergie Swissolar. Von 2014 bis 2021 war er im Vorstand des Wirtschaftsverbands Swisscleantech tätig.
Er ist verheiratet, hat drei Kinder und wohnt in Frutigen.